# Franz Jaschke (Maler, 1862)

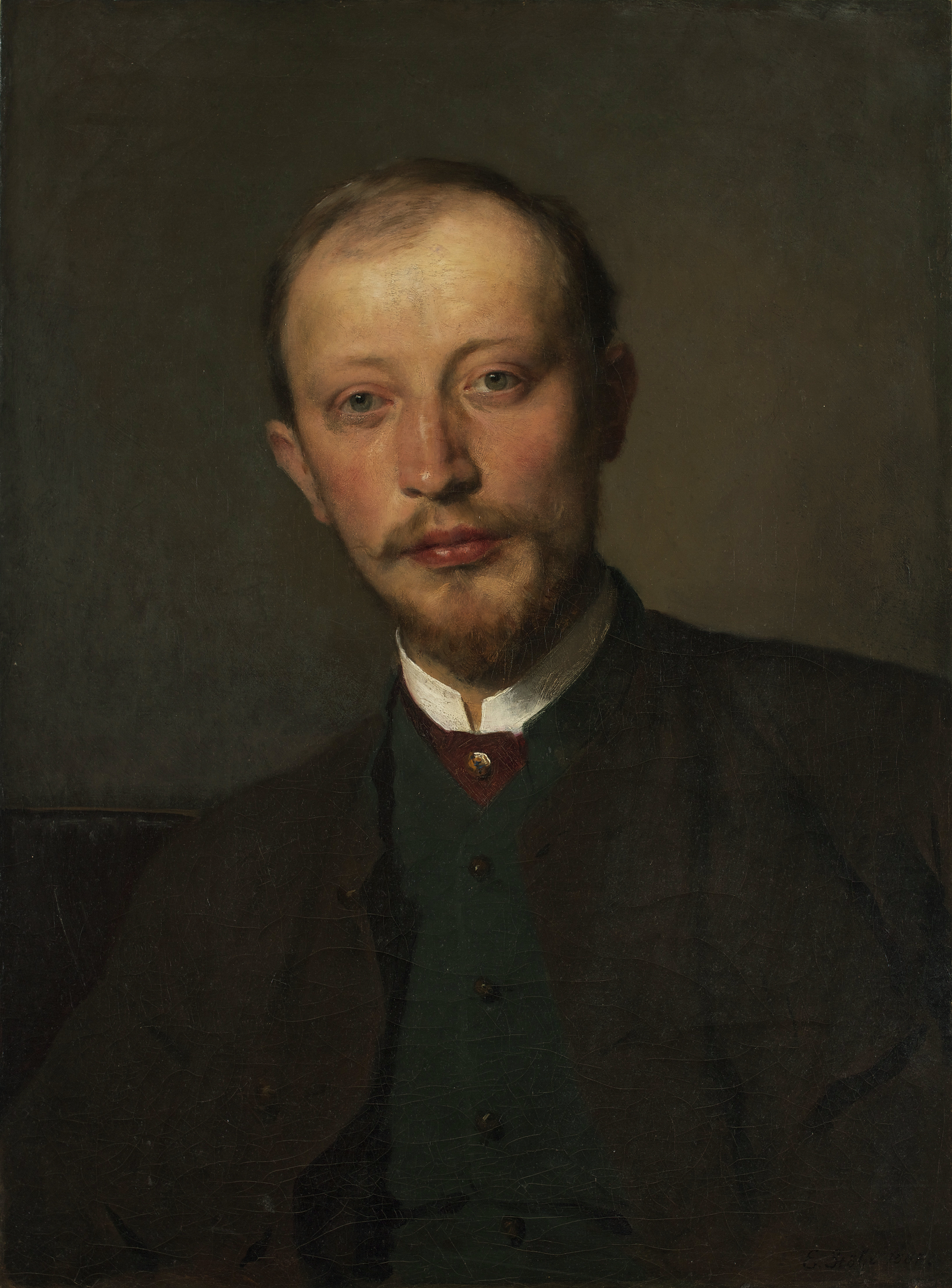
Franz Jaschke, Porträt von Ernst Stöhr (1887), Wien Belvedere

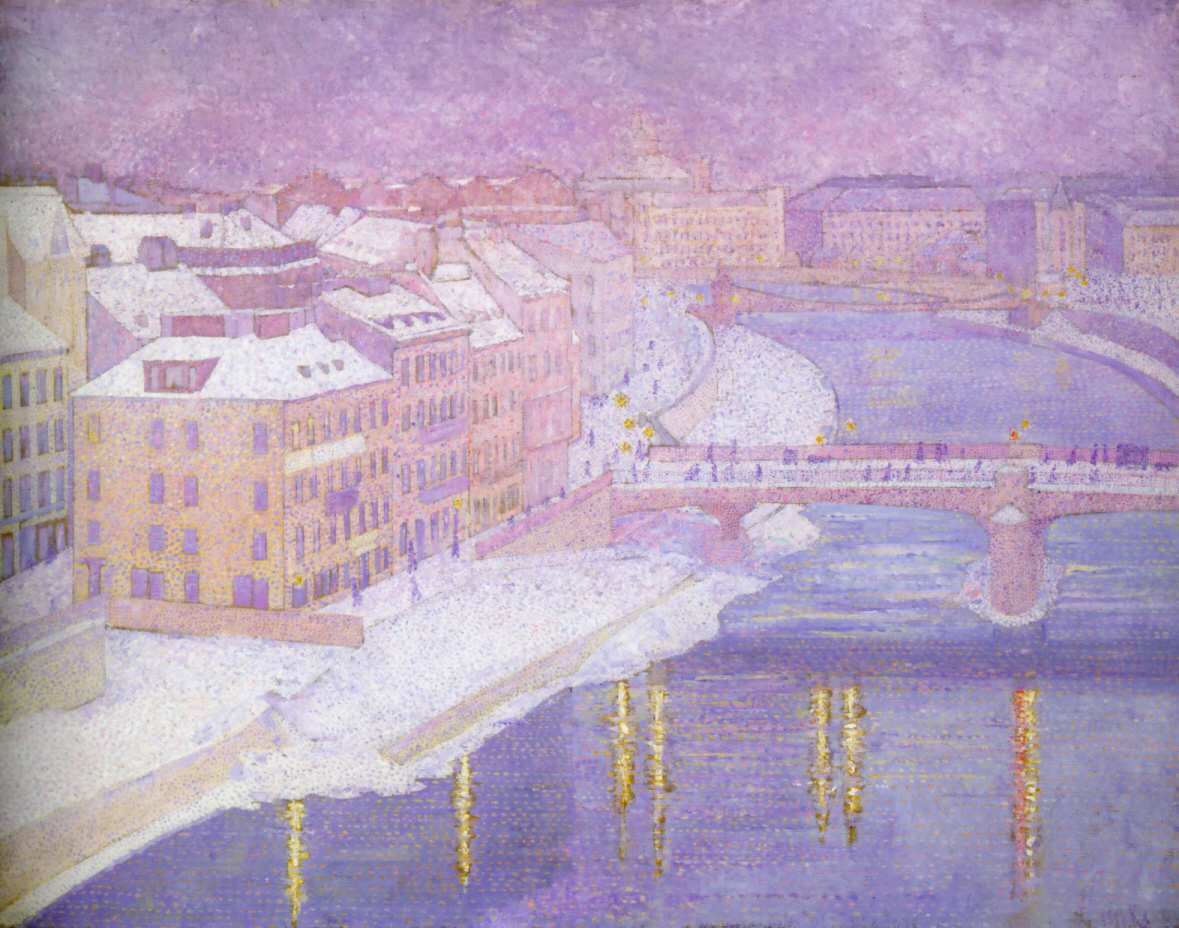
Franz Jaschke: Erdberger Lände (1903), Wien Belvedere

Franz Jaschke (* 19. Juni 1862 in Wien; † 1. Dezember 1910 in Wien) war ein österreichischer Maler der Jahrhundertwende in Wien.

## Leben
Jaschke studierte an der Kunstgewerbeschule und ab 1882 an der Akademie der bildenden Künste bei August Eisenmenger und Josef Mathias Trenkwald. 1901 wurde er Mitglied der Wiener Secession.
In pointillistischem Stil malte er Wiener Ansichten, Gärten, Kinderbilder, Porträts und Veduten.

## Werke (Auswahl)
- Erdberger Lände (Wien, Österreichische Galerie Belvedere), 1903, Öl auf Leinwand